# كلوستريديوم وسموي
مطثية الوسمة أو كلوستريديوم وسموي  (الاسم العلمي:Clostridium isatidis) هي نوع من البكتيريا تتبع جنس المطثية من فصيلة نظيرات المطثية. نسبة إلى نبتة من الفصيلة الصليبية تدعى الوسمة وهي ذات عصارة حليبية.